# Marco Cornélio Nigrino Curiácio Materno
Marco Cornélio Nigrino Curiácio Materno (em latim: Marcus Cornelius Nigrinus Curiatius Maternus) foi um senador e general romano da gente Cornélia nomeado cônsul sufecto para o nundínio de setembro a outubro de 83 com Lúcio Calvêncio Sêxtio Carmínio Veto. Apesar de alguns estudiosos o considerarem um rival de Trajano como herdeiro aparente de Nerva, a vida de Curiácio Materno é conhecida principalmente através de inscrições.

## Nome
Seu nome polionímico deu origem a várias interpretações. Uma, baseada na forma de seu nome utilizada na datação consular ("M. Cornelius Nigrinus"), é que ele nasceu Cornélio e foi adotado por um Curiácio Materno (possivelmente o mesmo orador Curiácio Materno de "Dialogus de oratoribus", de Tácito), mas Olli Salomies lembra que "a ordem dos nomes torna esta hipótese improvável de maneira geral". Ronald Syme sugeriu que "talvez não um Cornélio adotado por um Curiácio (e menos ainda o inverso, como alguns já propuseram descuidadamente), mas o filho de uma Curiácia. Ou seja, uma suposta irmã de (C.?) Curiácio Materno, orador, dramaturgo e personagem principal nos Diálogos de Tácito". Finalmente, alguns já sugeriram que este Curiácio é o próprio orador citado por Tácito.

## Vida
Curiácio Materno nasceu na ordem equestre, na cidade de Liria, na Hispânia, onde uma inscrição em sua homenagem foi encontrada. Apesar de ainda um equestre, Materno serviu como tribuno militar da Legio XIV Gemina. Depois, foi admitido no Senado Romano (adlectio) com status pretoriano por Vespasiano.
A partir de 80 até pelo menos 83, Curiácio Materno serviu como governador da Gália Aquitânia. Não há registro de um outro governador para esta província até 94, quando Senécio Mêmio Áfer assumiu o posto. Depois disto, Materno foi governador da Mésia a partir de 85 até a divisão da província em Mésia Inferior e Mésia Superior (87). Depois, foi governador da Mésia Inferior até 89. Ele aparentemente esteve envolvido na Campanha dácia de Domiciano, pois durante seu mandato como governador, Materno recebeu condecorações militares, incluindo duas coroas murais e duas coroas castrenses.
Uns poucos anos se passaram até ele ser nomeado governador da Síria em 95, um posto que ele manteve até o reinado de Nerva (r. 96-98).

## Materno e Nerva
Numa carta, Plínio, o Jovem, escreveu a seu amigo Quadrato, no contexto de uma história engraçada ocorrida durante o breve reinado do imperador Nerva, sobre um homem encarregado de um enorme exército na porção oriental do império e sobre quem havia muita fofoca, o que causava apreensão na capital. Geralmente assume-se que esta pessoa seria o governador da Síria. Além disto, por causa da data, assume-se que esta pessoa seria um rival de Trajano na posição de sucessor de Nerva.
Antigamente acreditava-se que ela seria Caio Otávio Tídio Tossiano Lúcio Javoleno Prisco, que sabe-se que foi governador da Síria na década de 90. Porém, Javoleno Prisco era "conhecido como jurista e membro do conselho de Trajano ao invés de um militar", o que dificilmente o colocava em posição de tentar tomar o trono pelas armas. Além disto, ele dificilmente teria permanecido amigo de Trajano depois disto. Mais recentemente, Géza Alföldy e Helmut Halfmann apresentaram Materno como sendo a pessoa aludida por Plínio. Uma anomalia na carreira de Aulo Lárcio Prisco, cônsul sufecto em 110, ajuda esta teoria. Na época, Prisco, que havia sido questor na Ásia e tribuno militar da IV Scythica com base na Síria, foi nomeado para governar a Síria, uma importante província cuja administração geralmente era entregue a um senador experiente de status consular. Uma nomeação como esta só faria sentido numa emergência, quando algo aconteceu com o governador anterior. Qualquer rival de Trajano teria sido pelo menos removido do posto e provavelmente executado quando ele assumiu o trono. Não há registro de Materno depois de 97, o que se encaixa perfeitamente na tese.